# 前633年
| 千纪： | 前1千纪 |
| 世纪： | 前8世纪 \| 前7世纪 \| 前6世纪 |
| 年代： | 前660年代 \| 前650年代 \| 前640年代 \| 前630年代 \| 前620年代 \| 前610年代 \| 前600年代                                                                                             |
| 年份： | 前638年 \| 前637年 \| 前636年 \| 前635年 \| 前634年 \| 前633年 \| 前632年 \| 前631年 \| 前630年 \| 前629年 \| 前628年                                                               |
| 纪年： | 周襄王十九年 魯僖公二十七年 齊孝公十年 晉文公四年 秦穆公二十七年 宋成公四年 楚成王三十九年 衛成公二年 陳穆公十五年 蔡庄侯十三年 曹共公二十年 郑文公四十年 燕襄公二十五年 杞桓公四年 |

## 大事记
- 宋國都城商丘被楚軍包圍，為引起翌年城濮之戰的事件。
- 晉國在被廬舉行蒐禮閱兵，建立了三個軍，晉文公採納了趙衰的建議，以郤縠為中軍將，執掌國家大政。